# Guillem Balagué
Guillem Balagué (nascut el 2 de novembre de 1968) és un periodista, autor i expert en futbol català. Va ser un expert habitual del programa Revista de la Liga de Sky Sports i també ha escrit per a alguns diaris britànics i per a diversos diaris espanyols.

## Periodisme
El juny de 2008, Balagué va llançar el seu propi lloc web personal amb un blog, notícies i l'oportunitat d'interaccionar-hi directament.
Balagué és periodista i ha escrit per a diversos diaris anglesos i espanyols. Actualment està preparant un documental sobre futbol i també la primera biografia de Pep Guardiola en anglès. Ha escrit articles als diaris britànics The Times i The Observer, així com una columna setmanal al diari gratuït The Metro comentant principalment històries relacionades amb el futbol continental. També escriu ocasionalment per al lloc web d'esports Bleacher Report.
També és conegut pel seu treball amb el diari de futbol espanyol Diario AS i l'emissora nacional de ràdio espanyola CADENA SER, on apareix periòdicament a les trucades telefòniques.
Balagué i Gabriele Marcotti van presentar el podcast The Game, presentat per The Times, per a la temporada 2007-08 de la Premier League.
Balagué va aparèixer com a concursant en un episodi de Pointless Celebrities amb l'exfutbolista internacional argentí Ossie Ardiles, emès per primera vegada el 29 d'abril de 2017.
El seu llibre, Cristiano Ronaldo. La biografia va ser nomenat Llibre de futbol de l'any 2016 als premis polonesos del llibre esportiu (Sportowa Książka Roku).
Des que Sky Sports va perdre els seus drets a la Lliga, ha aparegut molts dijous al podcast Football Daily de BBC Radio 5 Live, Euro Leagues. També ha treballat per a CBS Sports als Estats Units en la seva cobertura de la UEFA Champions League i ha presentat la sèrie de diaris de viatge Destination: European Nights per a Paramount+.

## Implicació en el futbol
El 2013, es va convertir en entrenador amb llicència B, i el 2014 es va convertir en director de futbol de l'equip de futbol anglès Biggleswade United, i actualment és el president del club.

## Llibres
- Guillem, Balagué. A Season on the Brink: Rafael Benitez, Liverpool and the Path to European Glory: A Portrait of Rafa Benitez's Liverpool.  Orion, 19 octubre 2006. ISBN 978-0-7528-7936-9.
- Guillem, Balagué. Pep Guardiola: Another Way of Winning: The Biography.  Orion. ISBN 978-1-4091-2946-2.
- Guillem, Balagué. Messi.  Orion, 2013. ISBN 978-1-4091-4659-9.
- Guillem, Balagué. Barça.  Carlton. ISBN 978-1-78097-369-2.
- Guillem, Balagué. Cristiano Ronaldo: The Biography.  Orion, 15 novembre 2016. ISBN 978-1-4091-5504-1.
- Guillem, Balagué. Brave New World: Inside Pochettino's Spurs.  W&N, 8 maig 2018. ISBN 978-1-4091-5771-7.